# Rutilcsoport
A rutilcsoport a III. Oxidok és hidroxidok ásványosztály egyszerű oxidok alosztályába  tartozó,  a tetragonális rendszerben  kristályosodó ásványokat tartalmazza.  Karcsú oszlopos, tűs, ritkábban szálas megjelenésűek kristályai.  A szálas megjelenés az ékszerkövekben zárványokként jelenik meg, melyek csiszolatban mutatósak és csillag alakzatot alkothatnak. A fém és oxigén aránya az ásványokban jellemzően 1:2.  Általános képletük:  AO2, ahol A= Mn4+, Pb, Sn, Ta, Te4+, Ti, Ge, Sb5+, Fe3+, W6+ és Mo.

## A rutilcsoport tagjai
- Argutit.  GeO2.
  - Sűrűsége:  6,28 g/cm³.
  - Keménysége: 6,0-7,0   (a Mohs-féle keménységi skála szerint).
  - Színe:  szürkésfekete.
  - Fénye: fémfényű.
  - Pora:   szürke.
  - Átlátszósága: áttetsző vagy opak.
  - Kémiai összetétele:
  - Germánium (Ge) = 69,4%
  - Oxigén (O) = 30,6%

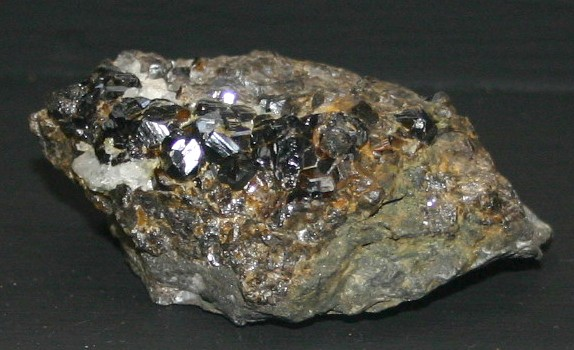
Kassziterit kristályok

- Kassziterit. (névváltozata: ónkő) SnO2.

- Paratellurit.  TeO2.
  - Sűrűsége:  5,6 g/cm³.
  - Keménysége: 1,0-1,5 igen lágy ásvány  (a Mohs-féle keménységi skála szerint).
  - Színe:  szürkésfehér.
  - Fénye: zsírfényű.
  - Pora:   fehér.
  - Átlátszósága:  opak.
  - Kémiai összetétele:
  - Tellúr (Te) = 80,0%
  - Oxigén (O) = 20,0%

- Piroluzit. MnO2.

- Plattnerit.  PbO2.
  - Sűrűsége:  9,06 g/cm³.
  - Keménysége: 5,5   (a Mohs-féle keménységi skála szerint).
  - Színe:  barnásfekete, vasfekete, fekete.
  - Fénye: félig fémfényű.
  - Pora:   sötétszürke.
  - Átlátszósága:  félig áttetsző és opak.
  - Kémiai összetétele:
  - Ólom (Pb) = 86,6%
  - Oxigén (O) = 13,4%

- Rutil. TiO2.

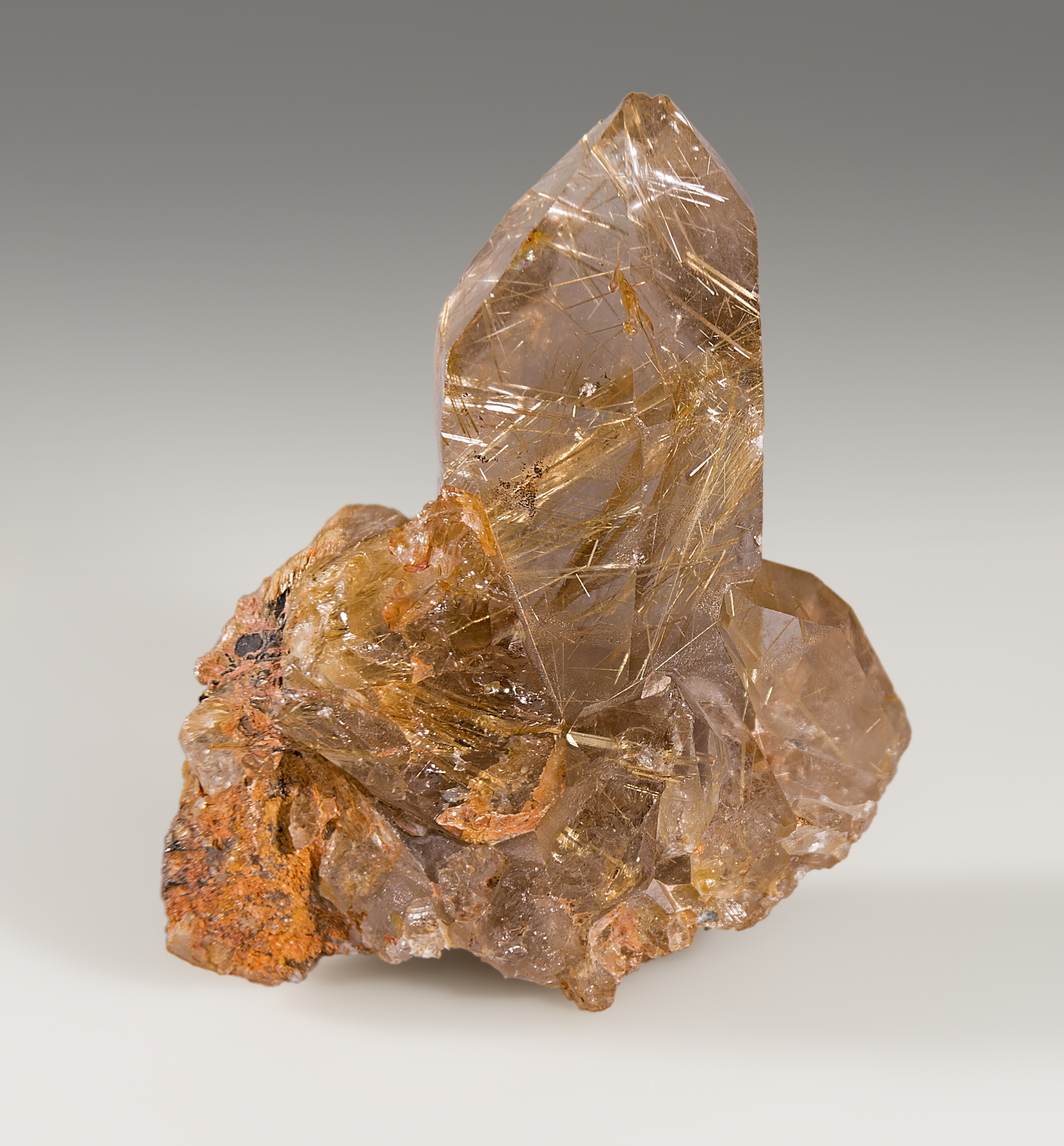
Rutil-szál zárványos kvarc

- Squawcrekit.  (Fe3+,Sb5+,W6+)O4xH2O.
  - Sűrűsége:  6,6 g/cm³.
  - Keménysége: 6,0-6,5   (a Mohs-féle keménységi skála szerint).
  - Színe:  sárgásbarna.
  - Fénye: fémfényű.
  - Pora:   sárgásbarna.
  - Átlátszósága:  áttetsző.
  - Kémiai összetétele:
  - Vas (Fe) = 19,2%
  - Antimon (Sb) = 41,8%
  - Volfrám (W) = 7,7%
  - Oxigén (O) = 30,5%
  - Hidrogén (H) = 0,8%

- Struvenit.  (Ti, Ta, Fe3+Nb)3O6.
  - Sűrűsége:  5,25 g/cm³.
  - Keménysége: 6,0-6,5  (a Mohs-féle keménységi skála szerint).
  - Színe:  fekete.
  - Fénye: zsírfényű.
  - Pora:   szürkésfekete.
  - Átlátszósága:  opak.
  - Kémiai összetétele:
  - Titán (Ti) = 24,5%
  - Tantál (Ta) = 30,8%
  - Nióbium (Nb) = 7,9%
  - Vas (Fe) = 9,5%
  - Oxigén (O) = 27,3%

- Tripuhyit.  (Fe3+Sb5+)2O6.
  - Sűrűsége:  5,82 g/cm³.
  - Keménysége: 6,0-6,5 igen lágy ásvány  (a Mohs-féle keménységi skála szerint).
  - Színe:  sárga, barna, barnásfekete.
  - Fénye: nincs adat.
  - Pora:   sárga.
  - Átlátszósága: nincs adat.
  - Kémiai összetétele: nincs adat.

- Tugarinovit.  (monoklin rendszerben kristályosodik) MoO2.
  - Sűrűsége:  6,58 g/cm³.
  - Keménysége: 4,5   (a Mohs-féle keménységi skála szerint).
  - Színe:  lilásbarna.
  - Fénye: zsírfényű.
  - Pora:   szürkés.
  - Átlátszósága:  félig áttetsző.
  - Kémiai összetétele:
  - Molibdén (Mo) = 75,0%
  - Oxigén (O) = 25,0%